# Hugo Martiny von Malastów
Hugo Martiny von Malastów (Kranj, 1860. február 13. – Graz, 1940. november 30.) császári és királyi vezérezredes.

## Élete

### Ifjúkora
1860-ban született Krainburgban, római katolikus családban. Édesapja állami tisztviselő volt, ám őt a katonai pályára nevelték. Alapfokú tanulmányait és a négy osztályos gimnáziumot (1870-1874) is szülőhelyén végezte el. A St. Pölteni katonai kollégiumban egy évig tanulhatott 1874 és 75 között. 1875 és 76 között pedig a Mährissch-Weisskircheni katonai főreáliskolában tanult. Ezt követően 1876 és 79 között a bécsújhelyi katonai akadémia növendéke volt.

### Katonai szolgálata
Katonai szolgálatát hadnagyként kezdte meg 1879-ben a császári és királyi 53. gyalogezrednél, Jajce, Tulln, Görz, Zágráb állomáshelyekkel. 1884-ben főhadnaggyá léptették elő. 1884-től 1886-ig a Bécsi Hadiiskola növendéke volt. 1887-től a császári és királyi 53. gyalogdandár vezérkari tisztje volt, 1891-ben pedig térképész a császári és királyi 3. és 5. térképészosztagokban. Tordán, illetve Kolozsvárott.
Az első világháború kitörését követően a 14. gyalogoshadosztály parancsnoka volt az orosz fronton. 1915 áprilisától pedig a császári és királyi X. hadtest megbízott a parancsnoka az orosz fronton. 1917 szeptemberétől a XIV. hadtest, majd 1918-tól a III. parancsnoka volt az olasz fronton. 1918. november 3-án olasz hadifogságba esett és szabadulását követően (1919) nyugdíjazták.
Szolgálata során német anyanyelve mellett elsajátította a francia, a horvát, az angol, a szlovén, az olasz és a magyar nyelveket. Feleségétől egy fia és egy lánya született.
1940-ben, Grazban hunyt el.

### Kitüntetései

#### Hazai kitüntetései
| - Jubileumi Emlékérem a fegyveres erő számára 1898 (1898) - Katonai Tiszti Szolgálati Jel 3. osztálya (1904) - Osztrák Császári Vaskorona-rend 3. osztálya (1908) - Katonai Jubileumi Kereszt 1908 (1908) - Katonai Tiszti Szolgálati Jel 2. osztálya (1914) | - Osztrák Császári Lipót-rend lovagkeresztje (1914) - Katonai Érdemkereszt 2. osztálya (1915) - Vöröskereszt 1. osztályú Díszjelvénye (1915) - Osztrák Császári Vaskorona-rend 1. osztálya (1915) - Osztrák Császári Lipót-rend nagykeresztje (1918) |

#### Külföldi kitüntetései
- Orosz Szent Szaniszló Rend 2. osztály keresztje (1904)
- Német Vaskereszt 2. osztálya (1915)
- Német Vaskereszt 1. osztálya (1915)